# (11021) Foderà
(11021) Foderà (1986 AT2) – planetoida z pasa głównego asteroid okrążająca Słońce w ciągu 5,63 lat w średniej odległości 3,16 j.a. Odkryta 12 stycznia 1986 roku.